# Mike De Koninck
Mike De Koninck (5 april 1982) is een Belgische verdediger die op dit moment uitkomt voor Lommel United.
Daarvoor speelde hij voor KFC Verbroedering Geel. Vanaf het seizoen 2012-2013 gaat hij terug aan de slag bij Berchem Sport waar hij een contract voor 3 seizoenen tekende. 

## Statistieken
| seizoen | club                   | land   | competitie    | wed. | goals |
| ------- | ---------------------- | ------ | ------------- | ---- | ----- |
| 2002/03 | Berchem Sport          | België | Derde klasse  | 4    | 0     |
| 2003/04 | KFC Verbroedering Geel | België | Exqi League   | 33   | 1     |
| 2004/05 | KFC Verbroedering Geel | België | Exqi League   | 29   | 0     |
| 2005/06 | KFC Verbroedering Geel | België | Exqi League   | 28   | 0     |
| 2006/07 | KFC Verbroedering Geel | België | Exqi League   | 30   | 1     |
| 2007/08 | KVSK United            | België | Exqi League   | 34   | 0     |
| 2008/09 | KVSK United            | België | Exqi League   | 36   | 0     |
| 2009/10 | KVSK United            | België | Exqi League   | 35   | 1     |
| 2010/11 | Lommel United          | België | Exqi League   | 36   | 2     |
| 2011/12 | Lommel United          | België | Tweede Klasse | 31   | 0     |
| 2012/13 | Berchem Sport          | België | Derde klasse  | 13   | 0     |
|         |                        |        | Totaal        | 309  | 5     |